# Brayan Beckeles
Brayan Antonio Beckeles (La Ceiba, Atlántida, Honduras; 28 de noviembre de 1985) es un futbolista hondureño. Juega como lateral derecho y actualmente está sin club.

## Trayectoria

### Vida
Brayan Beckeles tuvo sus primeros pasos en el fútbol nacional con el Club Deportivo Vida, con el cual debutó en Liga Nacional de Honduras en el año 2007. En el Club Deportivo Vida estuvo muy cerca de acceder a la final de la liga en 2011, pero en las semifinales cayeron derrotados de manera épica ante el Motagua con gol de último segundo del colombiano Mauricio Copete.

### Olimpia
El 27 de mayo de 2011, por pedido de Danilo Javier Tosello, fue transferido al Club Deportivo Olimpia en donde fue titular indiscutible y con el cual se coronó Campeón del Fútbol Hondureño en cinco ocasiones. Su debut con Olimpia se dio el 27 de julio de 2011 en la derrota 3-1 frente al Club Santos Laguna de México por la Concacaf Liga Campeones 2011-12.

### Boavista
El 2 de agosto de 2014 se confirmó su fichaje por el Boavista Futebol Clube de la Primera División de Portugal. Debutó el 17 de agosto de 2014 en el juego que Boavista perdió de visitante por 3 goles a 0 frente al Sporting Clube de Braga. Con este equipo jugó un total de 26 partidos en la Temporada 2014/15 de la Primera División de Portugal.

### Necaxa
El 31 de agosto de 2015 se confirmó su traspaso al Club Necaxa por un monto cercano a los 1,5 millones de USD. Hizo su debut con los Rayos del Necaxa el 16 de septiembre de 2015 ante Club Zacatepec por la Copa MX. El 13 de abril de 2016 disputó la final de la Copa México Clausura 2016, en un partido que los Rayos del Necaxa perdieron por 4-1 ante los Tiburones Rojos de Veracruz. El 7 de mayo de 2016 alzó el trofeo de campeón del Torneo Clausura 2016 Liga de Ascenso, luego de que Necaxa empatará 0-0 frente a Mineros de Zacatecas y ganara 2-0 en el juego de ida. Debutó en la Primera División de México el 23 de julio de 2016 durante el empate de visita por 0-0 frente al Club León, ingresando de titular en ese juego. Marcó su primer contra Santos Laguna.

### 2.ª etapa en Olimpia
Tras no entrar más en los planes de Guillermo Vázquez en el Necaxa de la Liga MX, el 8 de agosto de 2019 se confirmó su fichaje por el Olimpia, club con el que años atrás tuvo destacadas actuaciones que lo llevaron a Europa, sin embargo, no fue tomado en cuenta del todo por Pedro Troglio y jugó pocos partidos ante el excelente momento futbolístico que atravesaba Maylor Núñez.

### Nashville
El 4 de diciembre de 2019 fichó por el Nashville SC, nueva franquicia de la MLS.

## Selección nacional
Ha sido internacional con la Selección de fútbol de Honduras en más de cuarenta ocasiones y ha convertido un gol. Su primera aparición fue en un partido amistoso contra Canadá en 2010. El 5 de mayo de 2014 se anunció que Beckeles había sido convocado entre los 23 jugadores que disputarán la Copa Mundial de Fútbol de 2014 en Brasil con Honduras.
Participaciones en Copas del Mundo
| Mundial                        | Sede   | Resultado    |
| ------------------------------ | ------ | ------------ |
| Copa Mundial de Fútbol de 2014 | Brasil | Primera fase |

Participaciones en Copa de Oro
| Copa                            | Sede                    | Resultado    |
| ------------------------------- | ----------------------- | ------------ |
| Copa de Oro de la Concacaf 2011 | Estados Unidos          | Cuarto lugar |
| Copa de Oro de la Concacaf 2013 | Estados Unidos          | Cuarto lugar |
| Copa de Oro de la Concacaf 2015 | Estados Unidos y Canadá | Primera fase |

Participaciones en Copa Centroamericana
| Copa                      | Sede       | Resultado  |
| ------------------------- | ---------- | ---------- |
| Copa Centroamericana 2013 | Costa Rica | Subcampeón |

Goles internacionales
| #  | Fecha               | Lugar                                  | Rival  | Gol | Resultado | Competición               |
| -- | ------------------- | -------------------------------------- | ------ | --- | --------- | ------------------------- |
| 1. | 25 de enero de 2013 | Estadio Nacional, San José, Costa Rica | Belice | 1–0 | 1-0       | Copa Centroamericana 2013 |

## Estadísticas
Actualizado al 8 de diciembre de 2019.
Último partido citado: Olimpia 4 - 0 Marathón.

### Clubes
| Vida Honduras | 1.ª                 | 2007-08             | 4   | 0  | —  | — | —  | — | 4   | 0  |
| Vida Honduras | 1.ª                 | 2008-09             | 24  | 2  | —  | — | —  | — | 24  | 2  |
| Vida Honduras | 1.ª                 | 2009-10             | 33  | 0  | —  | — | —  | — | 33  | 0  |
| Vida Honduras | 1.ª                 | 2010-11             | 33  | 1  | —  | — | —  | — | 33  | 1  |
| Vida Honduras | Total               | Total               | 94  | 1  | 0  | 0 | 0  | 0 | 94  | 1  |
| Olimpia Honduras | 1.ª                 | 2011-12             | 35  | 3  | —  | — | 2  | 2 | 37  | 5  |
| Olimpia Honduras | 1.ª                 | 2012-13             | 32  | 2  | —  | — | 3  | 0 | 35  | 1  |
| Olimpia Honduras | 1.ª                 | 2013-14             | 36  | 0  | —  | — | 3  | 0 | 39  | 1  |
| Olimpia Honduras | Total               | Total               | 103 | 5  | 0  | 0 | 8  | 2 | 111 | 7  |
| Boavista Portugal | 1.ª                 | 2014-15             | 26  | 0  | 1  | 0 | —  | — | 27  | 0  |
| Boavista Portugal | Total               | Total               | 26  | 0  | 1  | 0 | 0  | 0 | 27  | 0  |
| Necaxa · México | 2.ª                 | 2015-16             | 20  | 0  | 6  | 0 | —  | — | 26  | 0  |
| Necaxa · México | 1.ª                 | 2016-17             | 32  | 1  | 2  | 0 | —  | — | 34  | 1  |
| Necaxa · México | 1.ª                 | 2017-18             | 31  | 1  | 5  | 0 | —  | — | 36  | 1  |
| Necaxa · México | 1.ª                 | 2018-19             | 25  | 0  | 4  | 0 | —  | — | 29  | 0  |
| Necaxa · México | Total               | Total               | 108 | 2  | 17 | 0 | 0  | 0 | 125 | 2  |
| Olimpia Honduras | 1.ª                 | A-2019              | 9   | 2  | —  | — | 2  | 0 | 11  | 2  |
| Olimpia Honduras | Total               | Total               | 9   | 2  | 0  | 0 | 2  | 0 | 11  | 2  |
| Total en su carrera                                                                                                  | Total en su carrera | Total en su carrera | 340 | 12 | 18 | 0 | 10 | 2 | 368 | 14 |
| (1) Incluye datos de la Copa de Portugal y Copa de México. (2) Incluye datos de la Liga de Campeones de la Concacaf. |                     |                     |     |    |    |   |    |   |     |    |

## Palmarés

### Campeonatos nacionales
| Título                    | Club    | País     | Año    |
| ------------------------- | ------- | -------- | ------ |
| Liga Nacional             | Olimpia | Honduras | 2011   |
| Liga Nacional             | Olimpia | Honduras | 2012   |
| Liga Nacional             | Olimpia | Honduras | 2012   |
| Liga Nacional             | Olimpia | Honduras | 2013   |
| Liga Nacional             | Olimpia | Honduras | 2014   |
| Liga de Ascenso           | Necaxa  | México   | 2016   |
| Campeón de Ascenso        | Necaxa  | México   | 2016   |
| Copa MX                   | Necaxa  | México   | 2018   |
| SuperCopa MX              | Necaxa  | México   | 2018   |
| Liga Nacional             | Olimpia | Honduras | 2019   |
| Liga Nacional de Honduras | Olimpia | Honduras | A-2020 |
| Liga Nacional de Honduras | Olimpia | Honduras | 2021   |